# 9300 Johannes
9300 Johannes este un asteroid din centura principală de asteroizi.

## Descriere
9300 Johannes este un asteroid din centura principală de asteroizi. A fost descoperit pe 14 august 1985 la Stația Anderson Mesa de Edward L. G. Bowell. El prezintă o orbită caracterizată de o semiaxă mare de 2,66 ua, o excentricitate de 0,36 și o înclinație de 7,5° în raport cu ecliptica.